# Palicourea quinata
Palicourea quinata är en måreväxtart som beskrevs av Karl Suessenguth. Palicourea quinata ingår i släktet Palicourea och familjen måreväxter. Inga underarter finns listade i Catalogue of Life.